# Simested
Simested ist eine dänische Ortschaft mit 231 Einwohnern (Stand 1. Januar 2023) im westlichen Himmerland. Die Ortschaft ist seit der Kommunalreform 2007 Bestandteil der Vesthimmerlands Kommune in der Region Nordjylland. Zuvor war sie Bestandteil der Aalestrup Kommune im Amt Nordjütland. 
Simested liegt etwa drei Kilometer östlich von Aalestrup und etwa fünf Kilometer östlich von Nørager.